# Bretea Streiului
Bretea Streiului – wieś w Rumunii, w okręgu Hunedoara, w gminie Bretea Română. W 2011 roku liczyła 261 mieszkańców.